# Dahlen (Altmark)
Dahlen is een plaats en voormalige gemeente in de Duitse deelstaat Saksen-Anhalt en maakt deel uit van de gemeente Stendal in de Landkreis Stendal.
Sinds september 2010 is het een Ortschaft van de stad Stendal.
Tot Dahlen (dat 246 inwoners had, excl.de hierna genoemde drie andere dorpjes) behoren ook de plaatsjes Dahrenstedt, Gohre en Welle. Dahrenstedt ligt 2 km ten zuiden van Dahlen en had ultimo 2023 69 inwoners. Gohre had toen ruim 150 inwoners. Gohre, waarvan de naam is afgeleid van gora, West-Slavisch voor hoogte, ligt een paar honderd meter ten zuidwesten van Dahlen.
Dahlen en Gohre liggen circa 5 km ten zuidwesten van Stendal, aan de Bundesstraße 189, en zijn incidenteel vanuit die stad per bus bereikbaar. Het zijn van oorsprong kleine boerendorpen, maar na 1990 zijn er enkele huizen bijgebouwd voor woonforensen, die in Stendal of elders een baan hebben.
Welle, dat bijna één kilometer ten oosten van Dahrenstedt ligt, en eind 2003 75 inwoners telde, bestaat grotendeels uit een na 2000 gerestaureerd landgoed, dat aan de adellijke familie Von Bismarck-Briest, uit de tak Crevese, toebehoort. Op het landgoed worden af en toe tuinfeesten gehouden, die openbaar toegankelijk zijn.

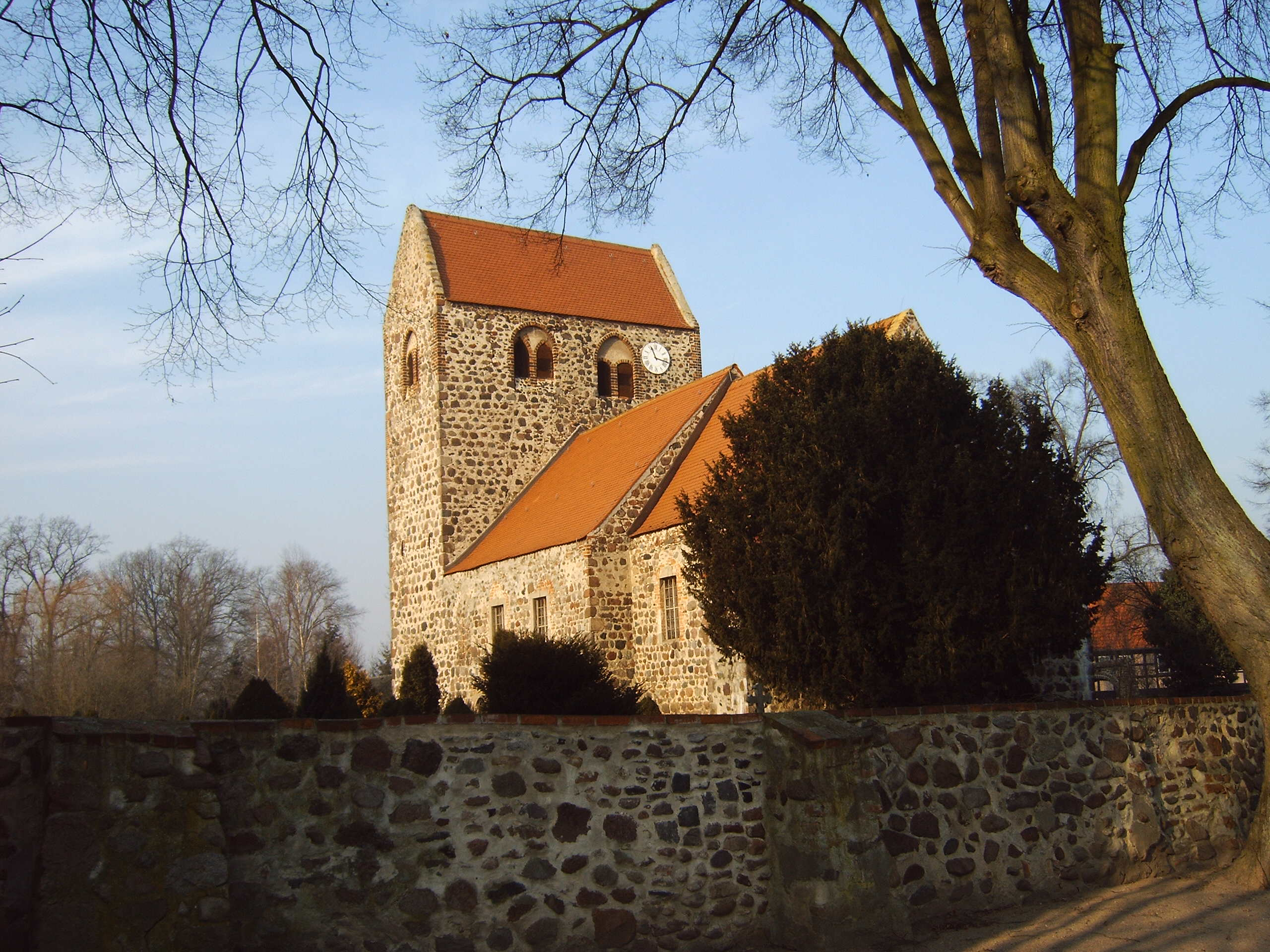
Dorpskerk te Dahlen
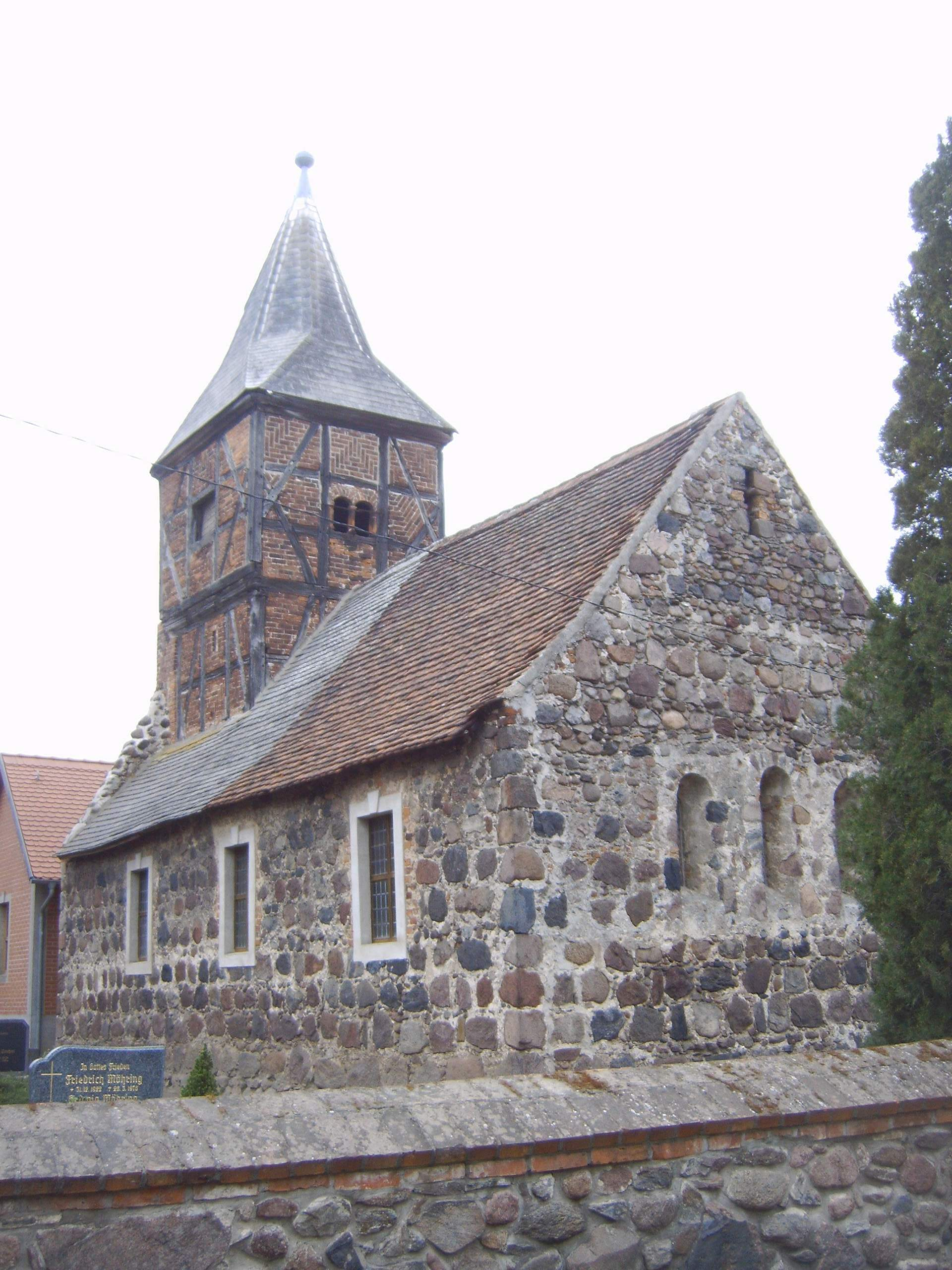
Dorpskerk te Dahrenstedt
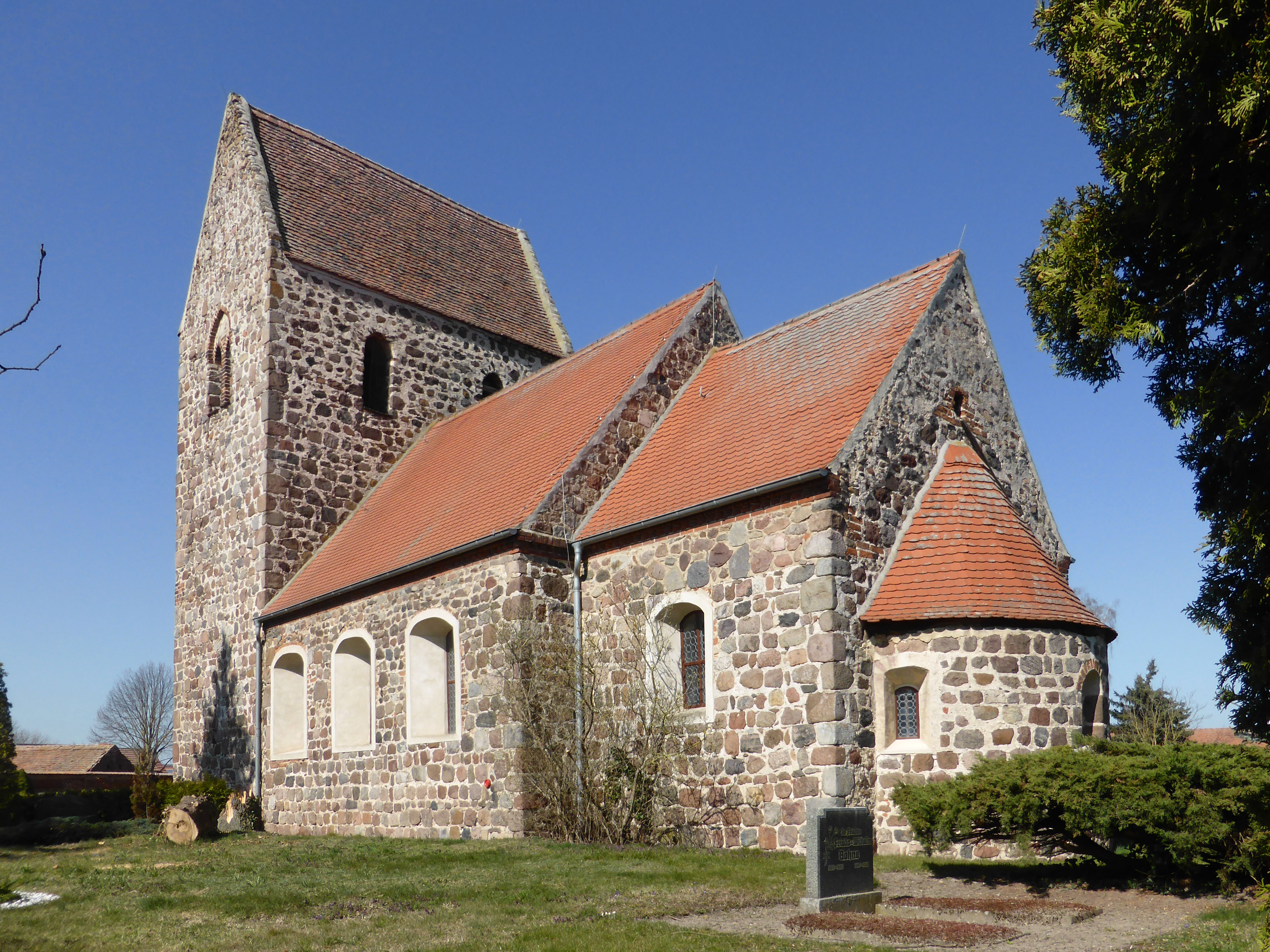
Dorpskerk te Gohre
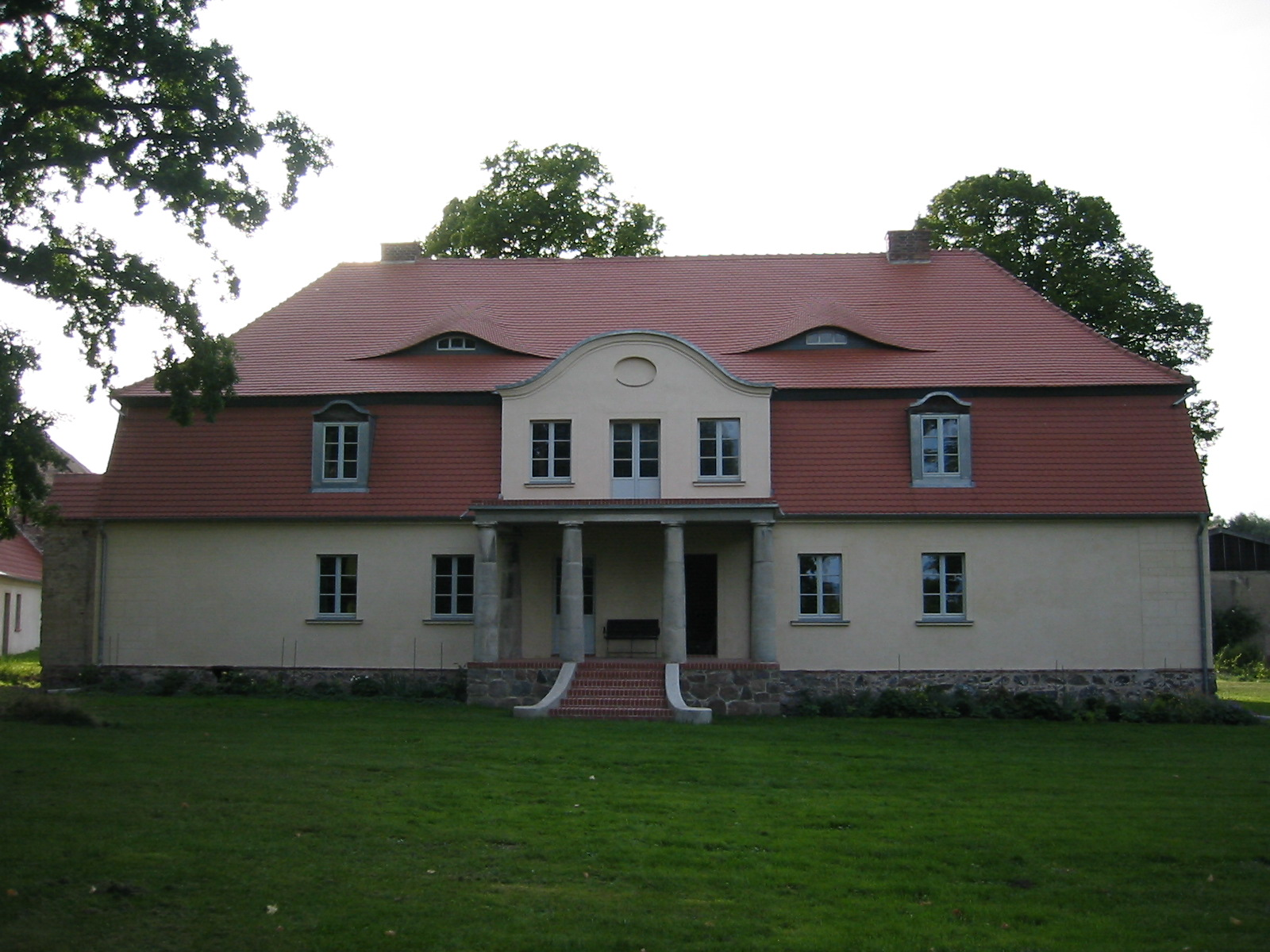
Landgoed te Welle

De evangelisch-lutherse dorpskerk te Dahlen werd kort vóór 1200 gebouwd, die van Dahrenstedt is 13e-eeuws.